# بلو گراس (ویرجینیا)
بلو گراس (به انگلیسی: Blue Grass) یک منطقهٔ مسکونی در ایالات متحده آمریکا است که در شهرستان هایلند، ویرجینیا واقع شده‌است. بلو گراس ۷۷۶٫۹۴ متر بالاتر از سطح دریا واقع شده‌است.